# カタリナ観測所
カタリナ観測所 (英: Catalina Station, CS) 、またはスチュワード天文台カタリナ観測所 (英: Steward Observatory Catalina Station) は、アメリカ アリゾナ州ツーソンの北東約29 キロメートルのサンタカタリナ山地のビグロー山に位置する天文施設である。コロナド国有林内に位置するこの研究施設は、アメリカ合衆国森林局 (USFS) の特別の許可を得たスチュワード天文台によって運用されている。

## 沿革
カタリナ観測所の建設地は、1960年にアリゾナ大学の月惑星研究所 (LPL) のジェラルド・カイパーが選定した。惑星科学研究用の60インチ望遠鏡をアリゾナ州内に建設することを検討していたカイパーは、まずアリゾナ大学に割り当てられていたキットピーク国立天文台の敷地内の土地の一部を使うことを検討したが、研究のためにはより高く拡張性に富む適所が必要であると考えた。小型飛行機での調査によって、観測の妨げとなる乱気流の影響の少ないカタリナ山地近辺を選択。さらにその中からビグロー山とレモン山に候補地を絞り、高地であるだけでなくアリゾナ大学からカタリナハイウェイを使って簡単にアクセスできるビグロー山を建設地として選んだ。
最初の望遠鏡となる21インチ反射望遠鏡の建設は1962年12月に始まり、1963年2月1日から観測が始められた。この当時は「Catalina Observatory」と呼ばれていた。1963年後半には、21インチ望遠鏡から南東に約600 m離れた場所に28インチ反射望遠鏡が設置された。この区域は「サイトII」、最初の21インチ反射望遠鏡がある区域は「サイトI」と呼ばれるようになった。
サイトI
アメリカ航空宇宙局 (NASA) の出資を受け、1965年10月7日に61インチ反射望遠鏡の運用が開始された。1972年には、21インチ望遠鏡に代わって、28インチシュミットカメラが導入された。61インチ望遠鏡と28インチシュミットカメラは、幾度かのアップデートを経て2021年現在も使用されている。
サイトII
61インチ望遠鏡の運用開始後まもなく、サイトIIに60インチ望遠鏡2台が設置された。2台のうちの1つは、NASAの出資によるものである。1969年には、サイトIIの近くにあるアメリカ連邦航空局 (FAA) のトランスミッタに隣接する土地に40インチ反射望遠鏡がに建てられた。その後、レモン山にあったNORADのレーダーサイトが廃止される際に、レモン山山頂付近をレモン山天文台（MLO）の建設地として確保する条件として、サイトIIを立ち退くこととなり、1972年までに立ち退きが完了した。なお、サイトII近くの40インチ望遠鏡は、1975年にレモン山天文台に移設されるまで運用されていた。
1978年には、月惑星研究所からスチュワード天文台に運営が移管された。その後、1989年からは「Catalina Site」、現在は「Catalina Station」と名称が変更されている。日本語では「カタリナ天文台」あるいは「カタリナ観測所」と呼ばれており、スチュワード天文台への移管後に呼称が変更されても「カタリナ観測所」と呼ばれて続けている。

## 望遠鏡
1.54 m (61 in) カイパー望遠鏡
1965年製造のカセグレン式反射望遠鏡で、2つの異なる副鏡を切り替えて使用できる。アリゾナ大学のアストロノミー・キャンプで学生が使用する望遠鏡の1つである。天文台コードはV06。
0.68 m (27 in) シュミットカメラ
1972年に21インチ反射望遠鏡と置き換えて設置された。1998年からビグロー山スカイサーベイ、後にカタリナ・スカイサーベイで使用されており、2003年の大改修を受けてからは111メガピクセル（10,560×10,560ピクセル）のCCD検出器が主焦点に取り付けられている。視野は19.4 平方度で、限界等級19.5等、露光時間30秒で視野を切り替えながら撮像し、一晩に4,000 平方度をカバーする。天文台コードは703。

### 過去に使われた望遠鏡
0.54 m (21 in) 反射望遠鏡
1963年に最初に設置された望遠鏡で、1972年にシュミットカメラに置き換えられた。
0.7 m (28 in) 反射望遠鏡
1963年7月運用開始。1972年にレモン山天文台へと移設された。
1.52 m (60 in) 反射望遠鏡
1960年代後半に設置され、1970年にシエラ・デ・サン・ペドロ・マルティル山脈にあるメキシコ国立天文台に移設された。
1.52 m (60 in) 反射望遠鏡
1960年代後半に設置された。1972年にレモン山天文台に移設された。カタリナ・スカイサーベイで使用されている。天文台コードはG96。
1.02 m (40 in) 反射望遠鏡
1969年に設置され、1975年にレモン山天文台へ移設された。2014年からカタリナ・スカイサーベイで使用されている。天文台コードはI52。